# Correctionville
Correctionville es una ciudad ubicada en el condado de Woodbury en el estado estadounidense de Iowa. En el año 2010 tenía una población de 821 habitantes y una densidad poblacional de 558,5 personas por km².

## Geografía
Según la Oficina del Censo de los Estados Unidos, la localidad tiene un área total de 1,47 km², la totalidad de los cuales 1,47 km² corresponden a tierra firme.

## Demografía
Según el censo de 2010, había 821 personas residiendo en la localidad. La densidad de población era de 558,5 hab./km². Había 391 viviendas con una densidad media de 265,99 viviendas/km². El 97,2% de los habitantes eran blancos, el 0,24% afroamericanos, el 0,61% amerindios, el 0,85% asiáticos,  el 0,12% de otras razas, y el 0,97% pertenecía a dos o más razas. El 2,31% de la población eran hispanos o latinos de cualquier raza.
Según la Oficina del Censo en 2000 los ingresos medios por hogar en la localidad eran de $24,615 y los ingresos medios por familia eran $35,000. Los hombres tenían unos ingresos medios de $28,250 frente a los $21,389 para las mujeres. La renta per cápita para la localidad era de $16,074. Alrededor del 17.4% de la población estaban por debajo del umbral de pobreza.